# Trevor Francis
Trevor Francis, född 19 april 1954 i Boxhill, Plymouth, England, död 24 juli 2023 i Marbella, Spanien, var en engelsk professionell fotbollsspelare som spelade 52 A-landskamper (12 mål) för det engelska landslaget 1976-1986.
Francis avgjorde finalen i den gamla Europacupen (numera UEFA Champions League) 1979, då han gjorde det avgörande målet för Nottingham Forest (1-0) mot Malmö FF.
Francis har också arbetat som sportkommentator på Al Jazeera Sports. Englands förbundskapten Fabio Capello betecknade Francis som den bäste engelske spelaren som någonsin spelat i Serie A.